# Жернов Ігор Євгенійович
Жернов Ігор Євгенійович (нар. 9 серпня 1914, Київ, Російська імперія — 1 січня 1994), Київ, Україна) — український вчений — гідрогелог. Доктор геолого-мінералогічних наук. Професор.

## Життєпис
Народився у Києві.
По закінченні школи навчався у Київському гідромеліоративному інституті.
1947 року захистив дисертацію за темою «Регулювання режиму підземних вод буровугільних родовищ Придніпров'я методом горизонтально-сифонного осушення» .
Від 1955 року працював у Київському державному університеті.
1959 року захистив докторську дисертацію  за темою «Гідрогелогічні основи осушення буровугільних родовищ і методика розрахунків осушення при неусталеному рухові підземних вод» .

## Праці
- Расчеты захвата подземных вод. (При неустановившемся режиме фильтрации).- Киев: Изд-во АН УССР, 1954.- 93 с.
- Гидрогелогические основы осушения буроугольных месторождений и методика расчетов осушения при неустановившемся движении подземных вод. Автореферат дисс. на соискание учен. степени доктора геол.-минералогич. наук.- Киев, 1960.
- Моделирование фильтрации подземных вод / И. Е. Жернов, В. М. Шестаков.- М.: Недра, 1971.- 222, [2] с.- Библиогр.: с. 216-223.
- Жернов І. Є., Солдак А. Г., Кущ П. Ю., Гриза О. О. Меліоративна гідрогеологія.— К.: Вища школа, 1972.– 332 с.
- Моделирование неустановившейся фильтрации подземных вод на интеграторе ЭИНП (Метод. пособие) // Жернов И. Е., Сухоребрый А. А.- К.: Вища школа, Изд-во при Киев. ун-те, 1974.- 74 с. с черт.
- Моделирование фильтрационных процессов. Гидрогеологическое моделирование: для вузов / Игорь Евгеньевич Жернов, Игорь Николаевич Павловец.– Київ: Вища школа, 1976.– 192 с.- Библиогр.: с.191-192 (33 назв).– На рус. яз.
- Новое в исследовании влаго- и солепереноса в зоне аэрации / И. Е. Жернов, Н. Е. Дзекунов, Б. А. Файбишенко.- Киев: Об-во "Знание" УССР, 1979.- 22 с.
- Динамика подземных вод: учебное пособие для вузов / Игорь Евгеньевич Жернов.– Київ: Вища школа, 1982.– 324 с.: ил.- Библиогр.: с.317-318.– На рус. яз.
- Термодинамические методы изучения водного режима зоны аэрации / Николай Ефимович Дзекунов, Игорь Евгеньевич Жернов, Борис Александрович Файбишенко.– Москва: Недра, 1987.– 177 с.: ил.- Библиография: с.174-175 (34 назв.).– На рус. яз.